# Slaget om Wyomingdalen
Slaget om Wyomingdalen var en träffning som utkämpades under det amerikanska frihetskriget den 3 juli 1778, mellan å ena sidan lojalister och irokeser och å andra sidan patrioter. Eftersom nästan alla i de  patriotiska styrkorna dödades, har slaget i amerikansk historieskrivning ofta gått under benämningen Wyomingmassakern. Bakgrunden till slaget låg lika mycket i motsättningar mellan Pennsylvania och Connecticut, som i den amerikanska revolutionen. De bägge sidornas stridande var alla födda eller uppväхta i Amerika varför slaget demonstrerar frihetskrigets karaktär av inbördeskrig. 

## Bakgrund
Wyomingdalen koloniserades av nybyggare från både Connecticut och Pennsylvania och bägge kolonierna gjorde anspråk på området och skapade grevskap för att förvalta det. När Connecticut och nybyggarna från denna koloni fick överhanden tenderade pennsylvaniaborna (pennamiterna) att flytta från huvudbygden och dra sig norrut i dalen. I norr slog sig senare också pfalztyska nybyggare ned, som kom från Mohawkdalen i New York där de först bosatt sig. Det fanns skarpa motsättningar mellan å ena sidan det dominerande befolkningselementet från Connecticut (yankees) vilket karaktäriserades av en mycket homogen etnisk och religiös kultur, och pennamiterna och tyskarna vilka kände sig främmande för vad de uppfattade som yankees kulturella och religiösa intolerans. Connecticut och yankees i Wyomingdalen stödde helhjärtat den amerikanska revolutionen och började betrakta de som inte var yankees som revolutionens fiender. Det fanns från början ingen genuin lojalism bland pennamiterna, men när de började trakasseras av yankees säkerhetskommitté och fick sina gårdar rannsakade blev de alltmer fientligt inställda mot revolutionen. Tyskarna i Wyomingdalen delade redan vid konfliktens början den lojalism som känneteckande pfalztyskarna i New York. Ett trettiotal pennamiter och pfalztyskar i Wyomingdalen arresterades och sändes som förrädare till Connecticut i början av kriget samtidigt som deras familjer drevs bort från sina gårdar. När de i Connecticut fängslade männen släpptes i brist på bevis förenade de sig med de lojalistiska partisanerna i New York.  

## Militära förberedelser

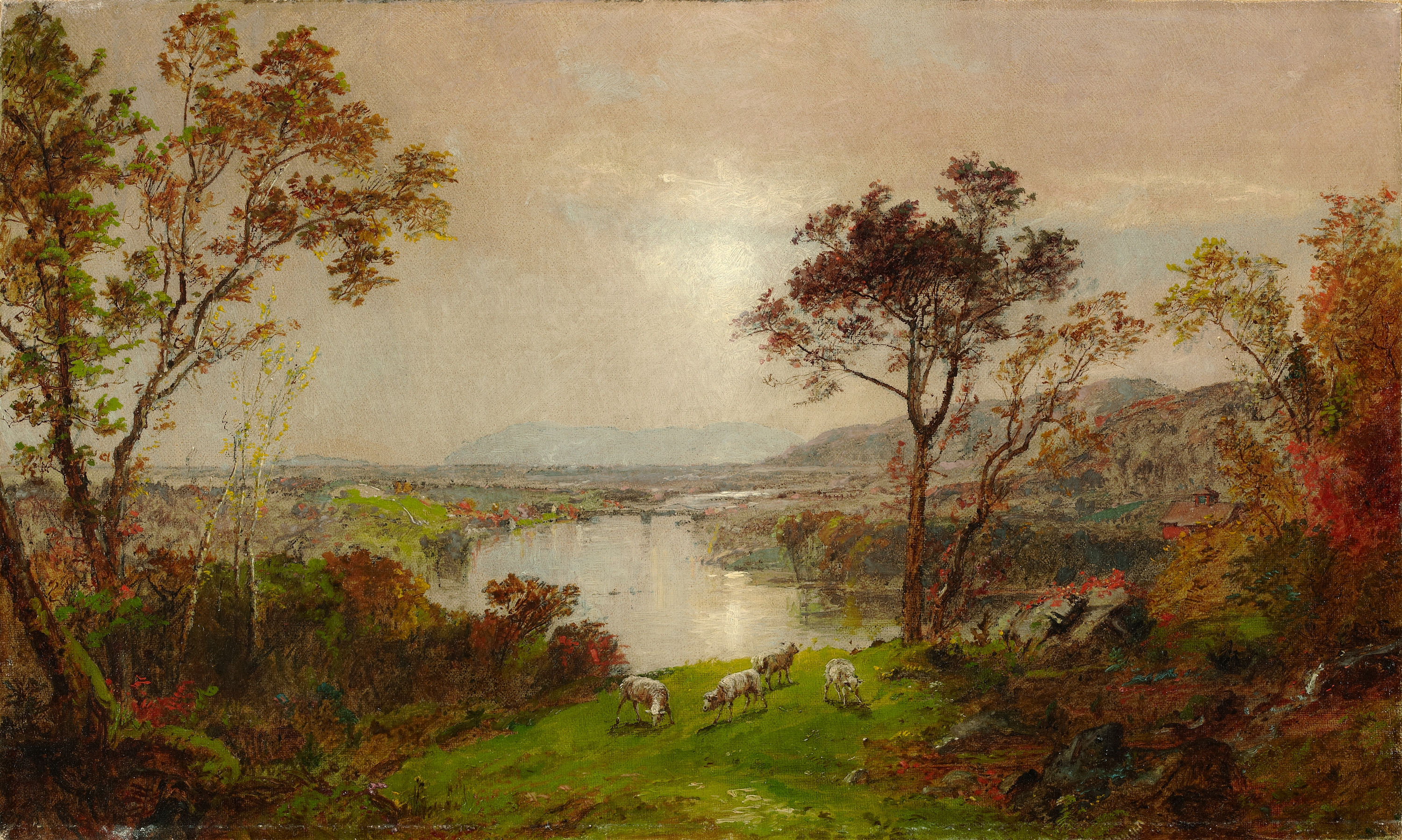
Wyomingdalen

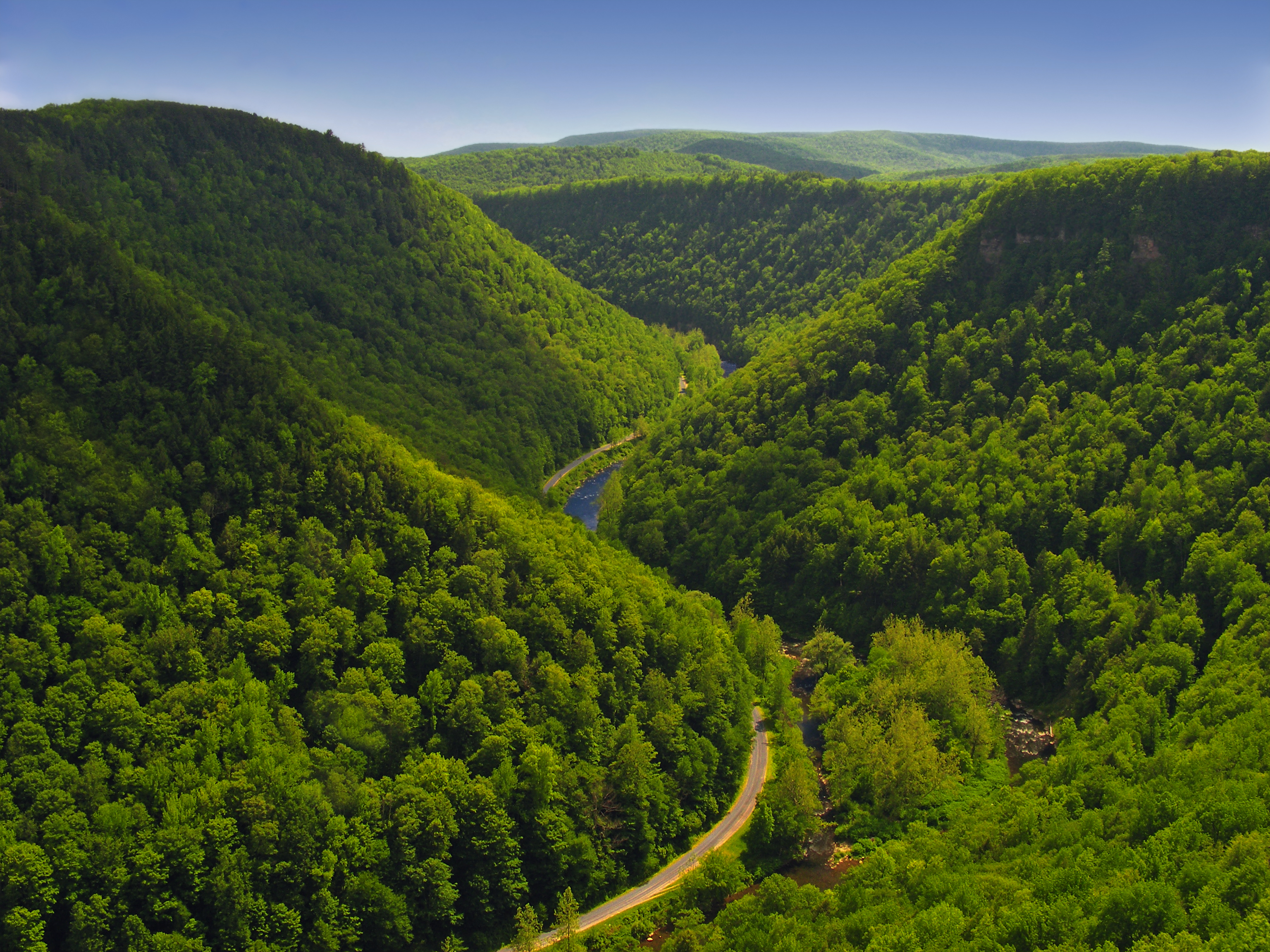
Det var i detta område som Butlers strövkår samlades innan framryckningen mot Wyomingdalen.

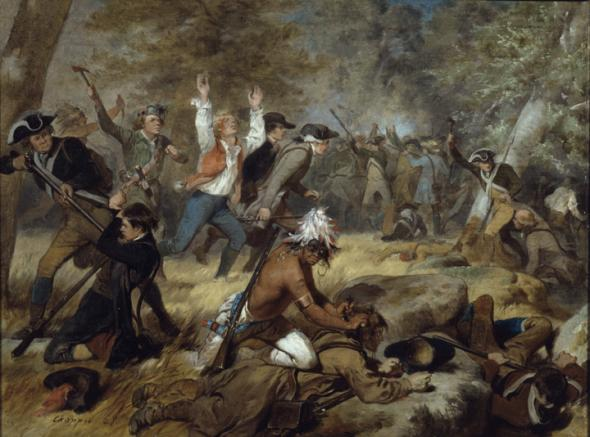
Wyomingmassakern, historiemålning från 1858.

Trots att Wyomingdalen låg avlägset kunde avkastningen från dess omfattande veteodlingar lätt finna vägen till marknaderna via Susquehannafloden. Under frihetskriget blev dalen ett viktigt provianteringsområde för kontinentalarmén. Wyomingdalen var därför ett angeläget mål för den brittiska krigföring som slog mot den ekonomiska basen för koloniernas militära förmåga. Dalen var eхtra lockande därför att den låg långt från Connecticut och därför att Pennsylvania var ovilligt att komma till dess hjälp. I dalen fanns många som var villiga att ge underrättelser och bistånd till dem som bekämpade patrioterna. Susquehannaflodens källor låg nära irokesernas hemland i New York och även de hade anspråk på Wyomingdalen. Den lojalistiske partisanledaren major John Butler fann sålunda villiga allierade bland dem när han 1778 planerade militära operationer mot området. Ökad närvaro av irokesiska och lojalistiska spaningspatruller gjorde att Wyomingdalens yankees anlade eller rustade upp ett antal skansar och dalens milis sattes i beredskap. Rykten om ett planerat anfall mot Wyomingdalen övertygade de två kompanier som området organiserat för kontinentalarmén att i juni 1778 lämna fältarmén och återvända hem. 

## Framryckningen
I slutet på juni 1778 påbörjade John Butler anmarschen mot Wyomingdalen norrifrån på Susquehannafloden, med en strövkår sammansatt av ca 100 jägarsoldater från Butler’s Rangers och ungefär 600 irokeser, bland dem ett antal medföljande kvinnor. Framryckningen förblev oupptäckt till den 30 juni, då några män som arbetade på en åker överfölls av indiankrigare vilka dödade åtta av dem, men de övriga undkom och slog alarm. Nästa dag mobiliserades milisen vid Forty Fort under sin chef överste Nathan Denison och med hjälp av överstelöjtnant Zebulon Butler vid kontinentalarmén vilken var hemma på permission. Milisen marscherade i samlad trupp till den åker där överfallet ägt rum. Där träffade de på några indiankrigare och dödade två av dem. Under tiden hade John Butler tagit kontakt med lojalistiska invånare som visade honom vägen till Wintermoot's Fort, en lokal skans, som omedelbart kapitulerade. Även en närliggande skans - Jenkin's Fort - gav sig den 2 juli.  

## Slaget
Den 3 juli skickade John Butler fram parlamentärer vilka framförde hans krav på kapitulation och på att alla pennamiter och tyskar som fördrivits skulle obehindrat få återvända till Wyomingdalen. I gengäld garanterade han alla invånares säkerhet. Överste Denison drog ut på tiden med svaret och under tiden samlades ungefär 375 milismän. Denison och Zebulon Butler ville vänta på förstärkningar som var på väg, men milismännen ville omedelbart gå till anfall för att förhindra att dalen föröddes. Man kunde redan se rök där övergivna gårdar brann. När Denison och Butler öppet anklagades för feghet gick de med på att rycka fram mot Wintermoot's Fort. När milisen närmade sig denna skans (eller befästa gård) grupperades den i en ungefär 320 meter bred linje utan några reserver. Butler's Rangers hade satt eld på skansen och lagt sig bakom en gärdesgård, men irokeserna befann sig utom synhåll. Milisen ryckte fram och sköt tre salvor under framryckningen. När de öppnade eld för fjärde gången besvarade de lojalistiska jägarsoldaterna elden. Irokeskrigarna hade under tiden kringgått milisen genom att smyga sig genom ett träsk och anföll den nu bakifrån. Resultatet blev ett omedelbart sammanbrott och panikartad flykt för yankeemilisen. De flyende förföljdes och dödades av irokeserna, liksom alla som försökte ge sig eller stå fast och slåss. De som inte omedelbart dödades, torterades senare till döds av irokeskvinnorna. I John Butlers officiella rapport angavs att irokeserna tog 227 skalper, medan Denison rapporterade 301 stupade milismän.   

## Efterspelet
På eftermiddagen den 4 juli kapitulerade Denison på samma villkor som ursprungligen erbjudits. Omedelbart började irokeserna plundra. John Butler besvarade Denisons klagomål med att han inte kunde kontrollera indianerna. Härjningarna fortsatte nästa dag när irokeserna även hotade invånarna till livet. Många yankees flydde, en del på Susquehannafloden, andra genom ödemarken. Den brittiska strövkåren började tillbakaryckningen den 8 juli, men en del irokeser blev kvar och terroriserade befolkningen. Över ettusen gårdar brändes ned. Då flydde resten av befolkningen och i mitten på juli hade alla yankees lämnat Wyomingdalen. Överfallet hade förhärjat området och tömt det på sin patriotiska befolkning, men någon massaker på civilbefolkningen hade inte ägt rum. Flyktingarna spred överdrivna skräckhistorier vilka skrämde upp gränstrakterna och tvingade George Washington att skicka truppförstärkningar från kontinentalarmén till området.  